# إستانيسلاو كوكوريك
استانيسلاو كوكوريك (من مواليد 5 مارس 1930) هو لاعب حواجز أرجنتيني. تنافس في سباق 110 متر حواجز للرجال في دورة الألعاب الأولمبية الصيفية عام 1952.